# Chenjerai Hove
Chenjerai Hove (Mazvihwa, in de regio Zvishavane, Rhodesië, 9 februari 1956 – Stavanger, 12 juli 2015) was een Zimbabwaans schrijver. 

## Leven en werk
Hove, geboren op het platteland in Zimbabwe, startte zijn loopbaan als onderwijzer in de provincie. Hij studeerde aan de Universiteit van Zuid-Afrika en aan de Universiteit van Zimbabwe. In 1982 debuteerde hij met een gedichtenbundel. Zijn doorbraak als schrijver (ook in Nederland) kwam met zijn roman Beenderen. Als kritisch schrijver was hij niet geliefd bij de machthebbers in Zimbabwe. Begin jaren negentig week hij uit naar Europa, waar hij uiteindelijk in Noorwegen ging wonen en werken. Daar stierf hij ook, in juli 2015.
Met Nederland had Hove op verschillende manieren een band. In 2002 was hij een half jaar gastonderzoeker bij het Afrika-Studiecentrum in Leiden. Voor De Volkskrant was hij tussen 1990 en 1992 columnist. Zijn columns werden gebundeld in het boek Berichten uit Harare.
Zijn meest bekende boek, Beenderen (oorspronkelijk: Bones), werd wereldwijd vertaald.
Chenjerai Hove overleed in de zomer van 2015 op 59-jarige leeftijd ten gevolge van leverfalen.

## Publicaties (in Nederlandse vertaling)
- Chenjerai Hove: Beenderen. Vert. door Peter Abspoel. Amsterdam, In de Knipscheer, 1990. ISBN 9062653227 (Als Rainbowpocket: 1994, ISBN 9067661783)
- Chenjerai Hove: Berichten uit Harare. Vert. door Peter Abspoel. Amsterdam, In de Knipscheer, 1993. ISBN 9062653693
- Rob & Roel Rozenburg: Zimbabwe. Huis van steen. Met een essay van Chenjerai Hove. Amsterdam, Van de Koppel, 1994. ISBN 9073926084
- Chenjerai Hove: Schaduwen. Vert. door Pieter Abspoel. Amsterdam, In de Knipscheer, 1994. ISBN 90-6265-391-X
- Chenjerai Hove & Ilja Trojanow: Hoeders van de aarde. Haarlem, Schuyt, 1997. ISBN 9060974301
- Chenjerai Hove: 'Afrikaanse spiritualiteit'. In: Tijdschrift voor Humanistiek, 5 (2003), afl. 13, pag 51-54
- Chenjerai Hove: 'De dood heeft mij vergeten'. In: Tijdschrift voor Humanistiek, 11 (2010), afl. 41, pag 17-22